# 12861 Wacker
A 12861 Wacker (ideiglenes jelöléssel 1998 KW33) a Naprendszer kisbolygóövében található aszteroida. A LINEAR projekt keretében fedezték fel 1998. május 22-én.